# 元朗南

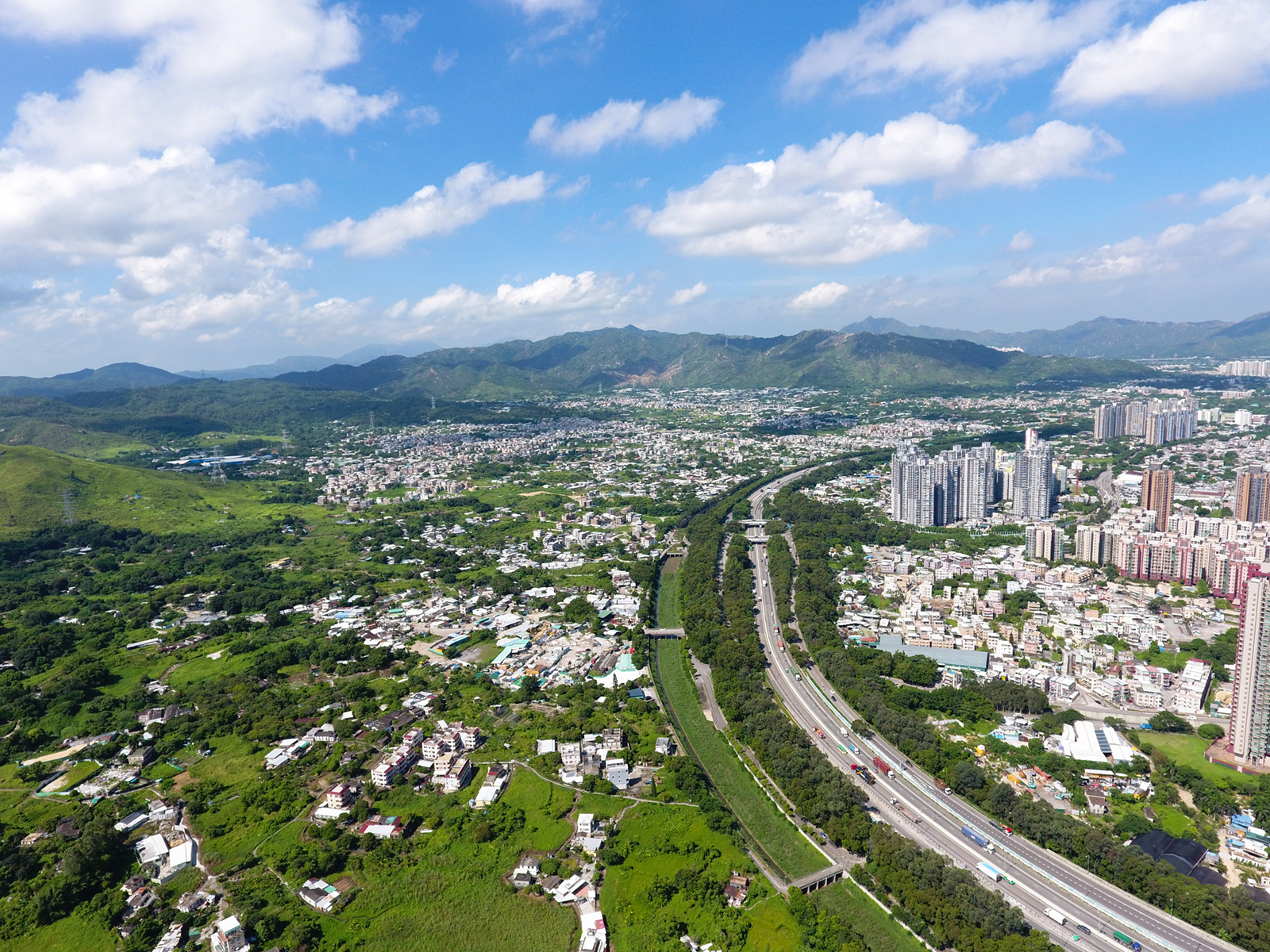
元朗南

元朗南（英語：Yuen Long South）是香港新界元朗區的一個地方，廣義是指元朗區南部，包括白沙、唐人新村及大棠一帶，是十八鄉的主要區域，南至大欖郊野公園的北部；狹義則指欖口及大旗嶺一帶，屬於元朗新市鎮南部；亦可以再狹義指向元朗市的一段青山公路元朗段以南，一直到馬棠路及馬田路以北，惟此區域已經屬於比較高密度的商住發展，故此一般人都不會以「元朗南」突顯之。

## 發展
2013年4月16日，香港政府展開在元朗南發展房屋的可行性研究；待發展完成，它會成為元朗新市鎮的延伸部分。首階段社區參與活動，以此了解不同持分者對元朗南發展的意見。有關地段位於元朗南及元朗公路、公庵路與大欖郊野公園之間，涉及約200公頃土地，當中93公頃是露天貯物場、工場和倉庫，47公頃為屬荒地，土地價值偏低；目前當中85%屬於私人土地，有約2,400名居民。發展局表示，包括考慮將元朗南已經荒廢或者被破壞的農地及工業用地更改作為為其他用途，以現時0.4倍地積比率大幅度地增加至不逾5倍發展，以滿足香港的整體房屋及其他需要；在制訂土地用途建議及發展密度時，會考慮附近鄉村的特色及文化遺產，亦希望透過此規劃加強與元朗新市鎮及周邊發展的連繫，包括擬議的洪水橋發展區。發展局強調暫時不考慮以發展香港新市鎮模式在上述的地方進行大規模的收地行動，另外亦不排除公私營合作的可能性。整項研究為期30個月，預料於2015年完成。

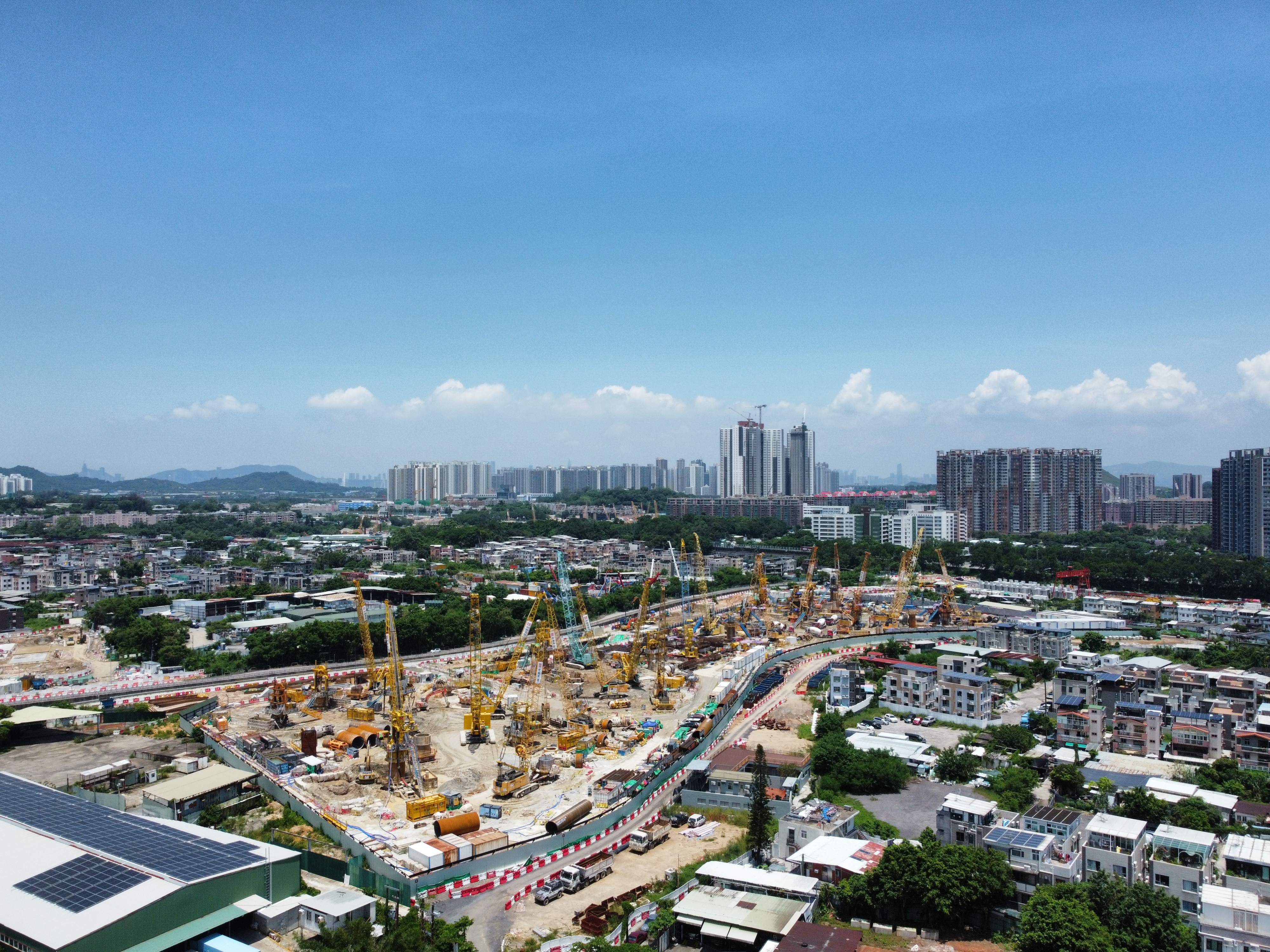
元朗南2.2號地盤公屋

## 外部連結
- 元朗南房屋用地規劃及工程研究 - 勘查研究 （页面存档备份，存于）